# Гаральд Мус
Гаральд Мус (нім. Harald Muhs; 1 жовтня 1919, Ганновер — 2 травня 1944, Норвезьке море) — німецький офіцер-підводник, оберлейтенант-цур-зее крігсмаріне.

## Біографія
1 жовтня 1938 року вступив на флот. З жовтня 1940 року — 2-й радіотехнічний і вахтовий офіцер на есмінці «Еріх Штайнбрінк». В червні-листопаді 1942 року пройшов курс підводника. З грудня 1942 року — 1-й вахтовий офіцер на підводному човні U-409. В квітні-травні 1943 року пройшов курс командира човна. З 15 червня 1943 року — командир U-674, на якому здійснив 3 походи (разом 73 дні в морі). 2 травня 1944 року U-674 був потоплений в Норвезькому морі північніше Тромсе (70°32′ пн. ш. 04°37′ сх. д.) реактивними снарядами бомбардувальника «Свордфіш» з британського ескортного авіаносця «Фенсер». Всі 49 членів екіпажу загинули.

## Звання
- Кандидат в офіцери (1 жовтня 1938)
- Морський кадет (1 липня 1939)
- Фенріх-цур-зее (1 грудня 1939)
- Оберфенріх-цур-зее (1 серпня 1940)
- Лейтенант-цур-зее (1 квітня 1941)
- Оберлейтенант-цур-зее (1 квітня 1943)

## Нагороди
- Нагрудний знак мінних тральщиків (19 грудня 1940)
- Залізний хрест
  - 2-го класу (14 червня 1941)
  - 1-го класу (8 квітня 1944)
- Нагрудний знак есмінця (8 вересня 1941)
- Нагрудний знак підводника (16 квітня 1943)